# Zhou Yaqin
Zhou Yaqin (Hunan, 12 november 2005) is een Chinese gymnaste.

## Carrière
Op het wereldkampioenschap turnen in Antwerpen in 2023 won ze de zilveren medaille op de balk. Het goud was toen voor Simone Biles, met een resultaat van slechts één tiende van een punt meer. Op hetzelfde kampioenschap werd ze 7e in de vloerfinale.
Op de Olympische Spelen in Parijs (2024) won ze de zilveren medaille op de balk, na het goud van Alice D'Amato. Met het Chinese team werd ze zesde, samen met Luo Huan, Ou Yushan, Qiu Qiyuan en Zhang Yihan.

## Resultaten
| Jaar | Competitie                    | Resultaten      |
| ---- | ----------------------------- | --------------- |
| 2023 | Wereldkampioenschap Antwerpen | balk · 7e vloer |
| 2024 | Olympische Spelen Parijs      | balk · 6e team  |